# 长春一汽派遣工维权事件
长春一汽派遣工维权事件，是2016年年底至2017年年中，发生在吉林省长春市的一起工人维权事件，参与者有超过1000名工人，他们主要是一汽大众公司的一线派遣工人，此外，同属一汽公司的文职派遣工人也参与了声援行动。工人维权的诉求是补偿多年工作中同工不同酬的差额，并且保证今后的工作中，派遣工人与正式工人同工同酬。维权行动自持续数月，工人经由不同的行动形式进行维权，期间有工人遭到公安机关刑事拘留。

## 背景
维权的派遣工人多数已经受雇于长春一汽公司超过十年，但是他们的薪酬一直是正式工人的一半，且福利待遇也不一样。一汽公司同工不同酬、长期使用派遣工人而不与工人签订长期正式合同等操作已经违反了《劳动合同法》和《劳务派遣暂行规定》。2012年一汽大众公司制定的《大众汽车集团劳务工作宪章》中，有认同派遣工人同工同酬的权利，并且规定每间工厂的派遣工比例不能超过5%，但长春工厂中的派遣工比例远超过这一规定。
在长春工厂中，约有3000名一线派遣工人，并且他大部分工人的工龄都超过十年。

## 事件经过
2016年11月，长春一汽派遣工开始就同工不同酬的问题进行维权。
2016年12月至2017年1月，五名工人代表与資方两轮谈判，两轮谈判并无实质性成果，约定的第三次谈判则并无落实。
2017年2017年1月至2月，1000多名工人申请劳动仲裁，但并未收到受理通知书，其后工人向法院起诉，但法院不予受理。2017年5月，数百名工人在公司门口抗议。
2017年5月26日，三名工人代表符天博、艾振宇、王帅先后以涉嫌聚众扰乱社会秩序罪为名，被公安机关刑事拘留。
2017年12月，工人提出的同工同酬问题仍未解决，大部分派遣工将在年底约满，预料到难以和公司续约，有工人计划到北京上访。
2017年12月21日，长春一汽突然通知工人可以签约转为正式工，条件是必须当天完全签约，但是并未回应工人要求补偿多年来工资差额的诉求。最后，有约2000多名维权派遣工转为正式工。不愿意接受转正条款，坚持继续维权的工人则在2017年12月28日被通知合同到期，必须离职。

## 事件后续
2018年1月，长春一汽和派遣工签订的转正合同生效，但是工人在派遣期间的工龄都不予计算，全部人的工龄从零开始。
2018年9月，仍有约二十名长春一汽派遣工人在工厂门口和法院抗议，要求公司赔偿。
2019年2月，此前被羁押的工人代表符天博在微博发信息称，已经被释放。他与长春一汽的劳动合同已经解除，并与公司进行民事诉讼。

## 外部声援
2017年7月7日至8日，德国汉堡G20峰会期间，德国劳工组织和工人活动家在会场外拉横幅声援长春一汽派遣工的维权。
2017年12月15日，香港劳工团体在香港湾仔大众汽车中心抗议，声援长春一汽的维权工人，呼吁停止剥削工人和释放被羁押的工人代表。